# 이로하히메

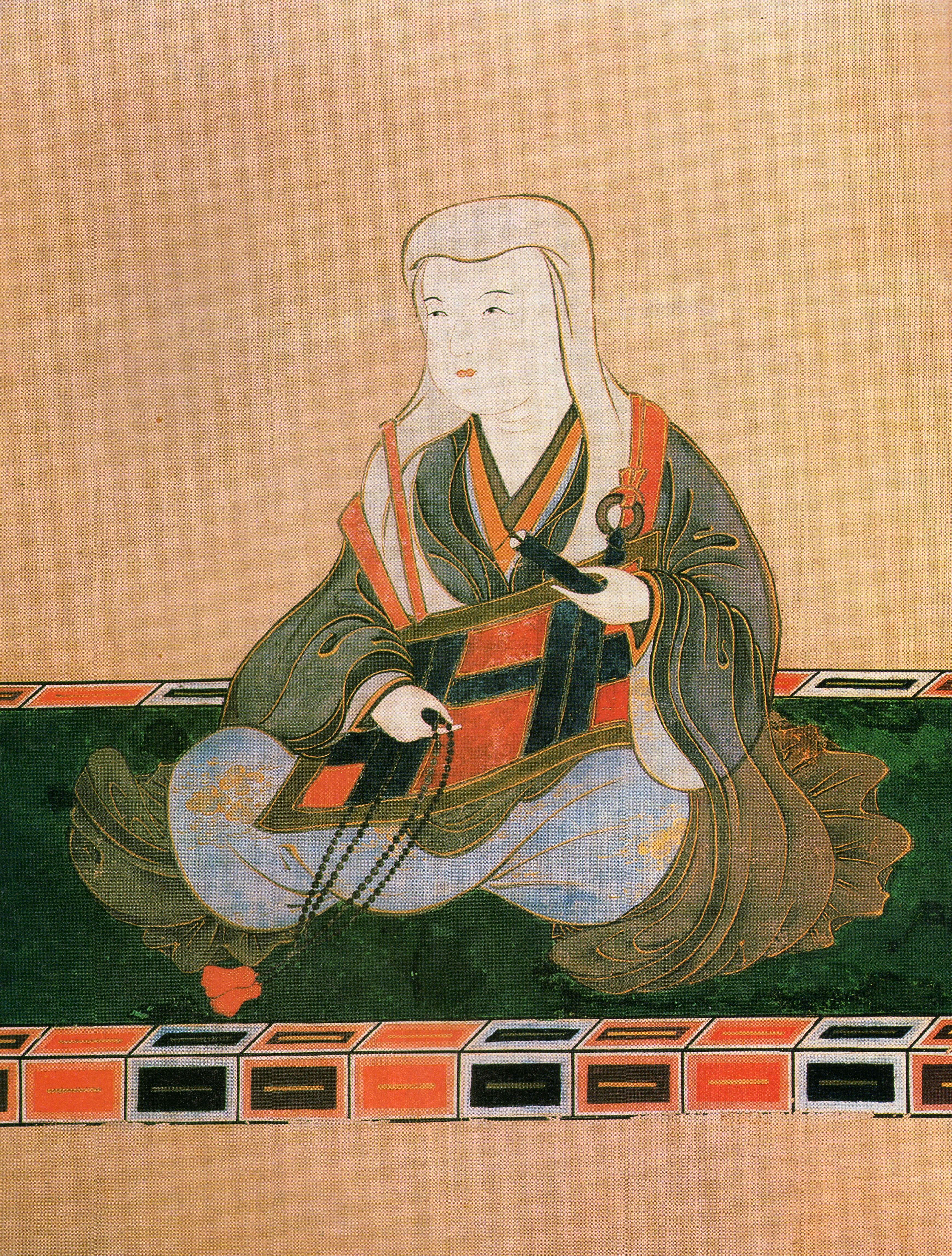
이로하히메

이로하히메(五郎八姫, 1594년 8월 2일 ~ 1661년 6월 4일)는 도쿠가와 이에야스의 6남인 마쓰다이라 다다테루의 정실이다. 출가한 후의 법명인 덴린인(天麟院)으로도 불렸다. 아버지는 다테 마사무네이며 어머니는 마사무네의 정실 메고히메이다.

## 생애
다테 마사무네와 메고히메 사이에서 결혼한 지 15년째 되는 해에 교토 주라쿠다이에서 태어난다. 정실에게 생긴 아이였기 때문에 마사무네는 자신의 후계를 이을 남자아이로 생각했고, 남아 이름인 '고로하치(五郎八)'밖에 생각하지 않았다. 하지만 태어난 아이는 여자였고 마사무네가 생각했던 이름인 五郎八를 그대로 사용하되 한자 읽는 법을 달리하여 '이로하히메'라고 이름을 지었다고 전해진다.
이로하히메는 주라쿠다이에서 후시미성, 오사카성 그리고 각지를 여기저기 옮겨 살았고 1599년 1월 20일 유력 다이묘와의 관계를 깊게 하려는 도쿠가와 이에야스의 책략의 하나로 이에야스의 아들 마쓰다이라 다다테루와 약혼하게 된다. 1603년 후시미에서 에도로 이동하여 1606년 12월 24일에 다다테루와 결혼한다. 다다테루와의 사이는 화목했지만 아이는 태어나지 않았다고 전해진다. 1616년 다다테루가 개역당하자 다다테루와 이혼하여 아버지 마사무네의 곁에 돌아와 이후에는 센다이번에서 살았다. 이 때 센다이 성 혼마루 서관에서 살았던 것에 기인해 西館殿라고도 불리었다.

## 일화
매우 아름답고 총명하여, 아버지 마사무네가 ‘이로하 히메가 남자였다면.’하고 한탄하게 할 정도였다고 한다. 남동생 다다무네도 이로하에게 의지했다고 한다.
생모인 메고히메가 기리시탄 신자였던 점에서, 이로하 히메도 기리시탄 신자였다고도 전해진다. 그녀가 다다테루와 이혼한 때는 20세 전반의 젊은 나이였고, 아버지 마사무네나 어머니 메고 히메는 사랑하는 딸 이로하 히메를 걱정하여 재혼을 권했지만 이로하 히메는 계속 거절했다고 전해진다. 양친이나 주위에서 아무리 권유해도 평생 재혼하지 않은 이유는 교의상 ‘이혼’을 인정하지 않는 기리시탄의 신앙 때문이라고 일반적으로 생각되고 있다.
현재, 즈이간지 병설의 자료관에는, 아버지 다테 마사무네 동상과 어머니 메고히메 동상과 같이, 비구니 모습을 한 장녀 이로하히메 동상도 전시되어 있다.